# چیلاکیولز
چیلاکیلِز (انگلیسی: Chilaquiles) (تلفظ اسپانیایی: [tʃilaˈkiles]) از واژه chīlāquilitl  [t͡ʃiːlaːˈkilit͡ɬ] از زبان ناهواتلی مشتق شده‌است و یک غذای سنتی مکزیکی است. به‌طور معمول قطعات نان ذرت مکزیکی که تورتیا نامیده می‌شود، به صورت سرخ شده ماده اصلی غذا را تشکیل می‌دهد. سالسا سبز یا قرمز یا مول بر روی نان ذرت مکزیکی به شکل مثلث برش خورده ریخته می‌شود و توتوپوز (totopos) نامیده می‌شود. ترکیب فوق پخته می‌شود تا حدی که نان ذرت مکزیکی شروع به نرم شدن کند. گاهی مرغ رشته شده نیز به مخلوط اضافه می‌شود. معمولاً از چاشنی کرما (crema)، پنیر تازه (queso fresco) خرد شده، حلقه‌های پیاز خام و برش آووکادو تزئین می‌شود.
چیلاکیلِز را می‌توان با لوبیای پخته شده، تخم مرغ (نیمرو یا سرخ شده) و گوشت گاو و گوآکاموله به عنوان غذای جانبی سرو نمود.
چیلاکیلِز مانند بسیاری دیگر از غذاهای مکزیکی، منطقه ای و خانواده گونه‌های متفاوت آن بین وعده‌های غذایی کاملاً رایج است.
معمولاً چیلاکیلِز در وعده صبحانه و یا میان وعده خورده می‌شود؛ بنابراین چیلاکیلِز یک دستور غذایی متداول است که می‌توان با استفاده از نان ذرت و سالسای باقی‌مانده از وعده‌های غذایی تهیه نمود.
چیلاکیلِز اغلب با غذای تِکس-مِکس میگاز (Tex-Mex migas) اشتباه می‌شود. چرا که هر دو این غذاها با قطعات/نوارهایی از نان ذرت مکزیکی تهیه می‌شوند و هر دو نیز در وعده صبحانه خورده می‌شوند.

## ریشه‌شناسی
| نام چیلاکیولز در زبان تاهواتل | جزء اول   | فارسی تحت اللفظی | تلفظ (IPA)   | ۲ جزء   | فارسی تحت اللفظی | تلفظ (IPA)   |
| ----------------------------- | --------- | ---------------- | ------------ | ------- | ---------------- | ------------ |
| chīlāquilitl                  | chīlātl   | شیلی آب          | [ˈt͡ʃiːlaːt͡ɬ] | quilitl | گیاه خوراکی      | [ˈkilit͡ɬ]    |
| tlaxcalpōpozōn                | tlaxcalli | نان ذرت مکزیکی   | [t͡ɬaʃˈkalːi] | pōpozōn | فوم              | [poːˈposoːn] |

## گونه‌های منطقه ای

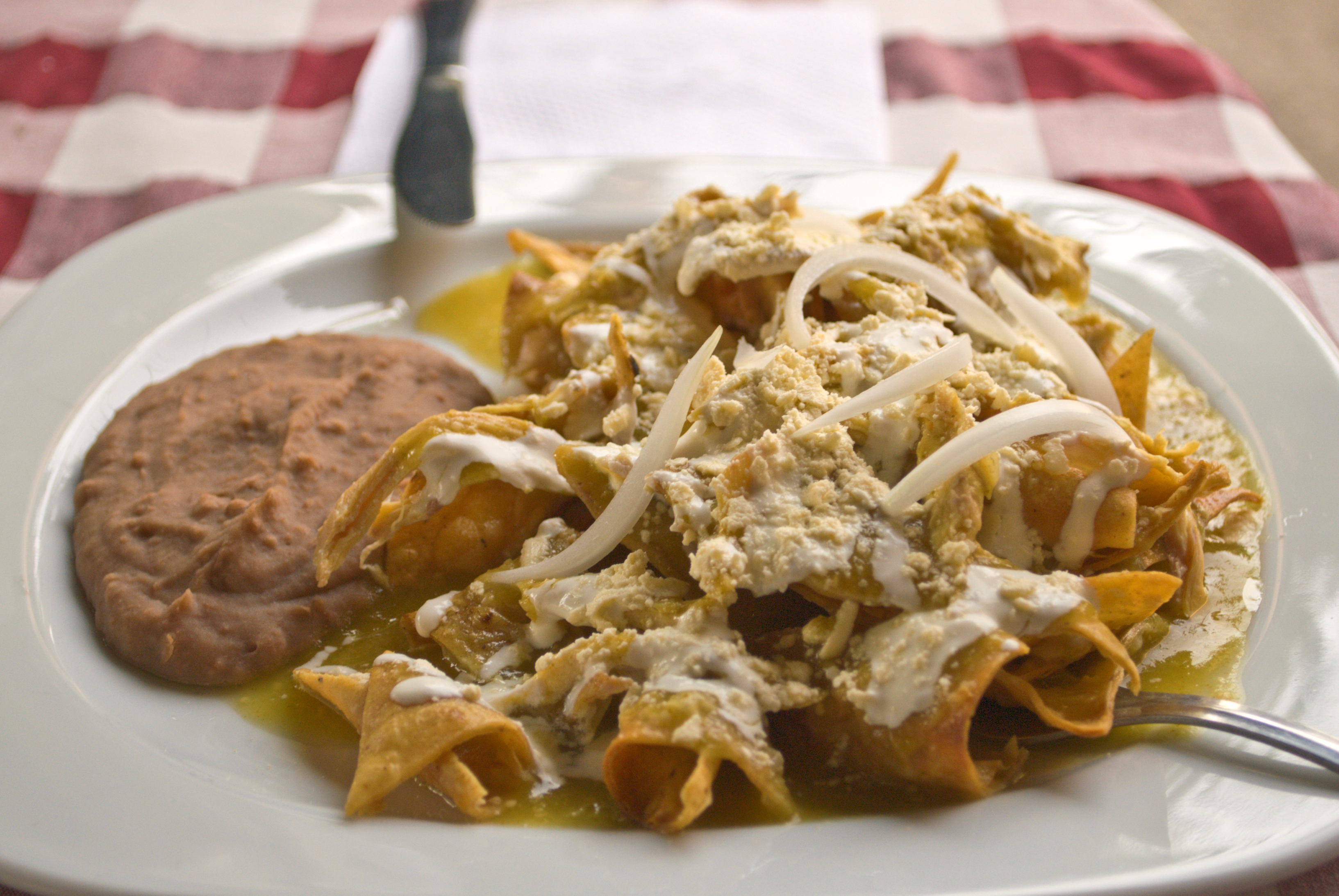
چیلاکیولز با لوبیای پخته شده.

در مرکز مکزیک، برای تهیه چیلاکیولز متداول است که برش‌های نان ذرت مکزیکی را به صورت ترد باقی می‌گذارند. برای رسیدن به این هدف تمام مواد به جز سالسا در یک ظرف قرار داده می‌شود. سالسا در آخرین مرحله قبل از سرو ریخته می‌شود. گوادالاخارا از کلم بروکلی در تهیه چیلاکیولز استفاده می‌شود که باعث غلظت یافتن آن مانن سوپ ذرت می‌شود.
در ایالت سینالوآبا گاهی چیلاکیولز را با سس سفید آماده می‌کنند.

## تاریخچه در ایالات متحده
دستور العمل پخت چیلاکیولز در یک کتاب آشپزی در ایالات متحده   منتشر شده در سال ۱۸۹۸ یافت شد. این کتاب انکرنکین پیندو را ال کوکینرو اسپانول (Encarnación Pinedo's El cocinero español) (طبخ اسپانیایی ) نام دارد که شامل سه دستور العمل است—یکی برای چیلاکیولز تاپاتیوس (chilaquiles tapatios a la mexicana), یکی برای چیلاکیولز (chilaquiles mexicana) و یکی برای چیلاکیولز باهم کمرنس سکوس (chilaquiles con camarones secos) (چیلاکیولز با میگو خشک). آخرین مورد در ایالات متحده همچنین به نام «کیلی فلفل قرمز» (chili killi) و «لازانیای مکزیکی» نیز شناخته می‌شود.